# 1936 en ski alpin
Chronologie du ski alpin
1935 en ski alpin - 1936 en ski alpin - 1937 en ski alpin
Les faits marquants de l'année 1936 en ski alpin

## Événements

### Janvier
- 25-26 janvier : Sixième édition de la Lauberhorn sur le site de Wengen en Suisse. Côté masculin, le Suisse Hans Schlunegger remporte la descente, le Suisse Hermann Steuri le slalom, et le Français Émile Allais le combiné. Côté féminin, la Suissesse Clara Bertsch remporte la descente et le combiné, et la Française Zizi du Manoir le slalom.

### Février
- 7-9 février : Le ski alpin est inscrit pour la première fois aux Jeux olympiques. Interdits aux professionnels, de nombreux coureurs autrichiens et suisses en sont exclus. À Garmisch-Partenkirchen, seule l'épreuve du combiné est récompensée par une médaille. Chez les hommes, l'Allemand Franz Pfnür devance son compatriote Gustav Lantschner et le Français Émile Allais. Chez les femmes, l'Allemande Christl Cranz devance sa compatriote Käthe Grasegger et la Norvégienne Laila Schou-Nilsen.

- 21-22 février : Sixième édition des Championnats du monde de ski alpin sur le site d'Innsbruck en Autriche. Côté masculin, le Suisse Rudolf Rominger réalise le doublé descente-combiné et l'Autrichien Rudolph Matt remporte le slalom. Côté féminin, la Britannique Evelyn Pinching réalise le doublé descente-combiné, et l'Autrichienne Gerda Paumgarten remporte le slalom.

### Mars
- 14-15 mars : Neuvième édition de l'Arlberg-Kandahar sur le site de Sankt Anton am Arlberg en Autriche. Côté masculine, le Français Émile Allais remporte la descente et l'Autrichien Friedl Pfeiffer réalise le doublé slalom-combiné. Côté féminin, l'Autrichienne Gerda Paumgarten remporte le slalom, et la Britannique Evelyn Pinching réalise le doublé descente-combiné.

## Naissances
- 1er juillet : Roger Staub, skieur suisse.